# سید حمید طبیبیان
سید حمید طبیبیان (۳۱ تیر ۱۳۲۷ – ۷ خرداد ۱۴۰۱) نویسنده، مترجم، فرهنگ‌نویس و استاد بازنشستهٔ پژوهشگاه علوم انسانی و مطالعات فرهنگی بود. او برای ترجمهٔ فرهنگ لاروس برگزیدهٔ کتاب سال ایران شد.

## زندگی‌نامه
وی در سال ۱۳۲۷ در دزفول متولد شد. وی تحصیلات ابتدایى و دبیرستان را در همان شهر به پایان رسانید و براى ادامه تحصیل راهى تهران شد. ابتدا در خدمت استاد دکتر محمد خزائلی مبانی زبان و ادبیات فارسی را آموخت و سپس به دانشگاه راه پیدا کرد. 

## فعالیت هنری
وی در سال ۱۳۴۹ موفق به دریافت مدارک لیسانس  زبان و ادبیات فارسی در دانشگاه تهران شد. طبیبیان برای ادامه تحصیل رشته ادبیات عرب را برگزید و در سال ۱۳۵۲ مدرک کارشناسی ارشد گرفت. در سال ۱۳۷۰ با دفاع از رساله دکتری خود با عنوان‌ تکمله، تجدیدنظر و تصحیح انتقادی فرهنگ منتهی‌الارب به اخذ دانشنامه دکتری زبان و ادبیات عرب نایل آمد و از سال ۱۳۵۴ در استخدام مؤسسه مطالعات و تحقیقات فرهنگستان ادب و هنر سابق درآمد. او از محبوب ترین و دانشمندترین استادان ادبیات فارسی و عربی در پژوهشگاه علوم انسانی و مطالعات فرهنگی بود که دانشجویان خود را از وسعت اطلاعات و حافظه بی‌نظیر خود شگفت زده می‌کرد. در دولت احمدی نژاد او را به اجبار بازنشسته کردند و بعد از آن دوران هم از دادن درخواست برای بازگشت به کار خودداری کرد. 
وى در طى دوران تحصیل دانشگاهى، از محضر درس اساتید فراوانى بهره برد که از جمله آن‌ها مى‌توان به دکتر خزائلی، دکتر پرویز ناتل خانلری، استاد فروزانفر و دکتر سیدجعفر سجادى اشاره نمود.
از طبیبیان کتاب‌های متعددی در قالب تألیف و ترجمه به یادگار مانده‌است که از جمله آن‌ها: تحقیق در دیوان عراقی، برابرهای دستوری در عربی و فارسی، برابرهای علوم بلاغت در فارسی و عربی، فرهنگ واژه‌های عربی شده، فرهنگ جیبی عربی-فارسی، فرهنگ عربی  و فارسی لاروس، ترجمه مقامات بدیع الزمان همدانی، ترجمه شرح ابن عقیل، ترجمه اخبار حلاج، ترجمه المظاهر الالهیهٔ ملاصدرا و ده‌ها کتاب دیگر را نام برد.